# Hôpitaux universitaires de Genève
Pour les articles homonymes, voir Hug.
Les Hôpitaux universitaires de Genève (HUG) constituent le principal centre hospitalier de Genève (Suisse). Ils intègrent toutes les spécialités médicales dans le cadre de leurs 70 services dirigés par des professeurs ou chercheurs de la Faculté de médecine de l’Université de Genève.

## Description
Les Hôpitaux universitaires de Genève regroupent 8 hôpitaux publics, 2 cliniques et 30 lieux de soins ambulatoires avec plus de 13 086 collaborateurs dont 72.7% sont soignants, soignantes ou médecins, 14.4% personnel administratif et 12.9% personnel logistique, technique, de l’économie domestique et de la restauration.
Cet hôpital est non seulement un hôpital de proximité pour la ville de Genève, mais également l'hôpital de référence pour le reste du canton et, avec le CHUV de Lausanne, l'hôpital de référence pour la Suisse romande.
Il est rattaché à la faculté de médecine de l'Université de Genève, ce qui en fait l'un des cinq hôpitaux universitaires de Suisse avec ceux de Bâle, Berne, Lausanne et Zurich.

## Histoire
En 1602, l'hôpital général est créé à partir de la fusion de sept hôpitaux médiévaux. C'était à la fois un hôpital, un hospice, un orphelinat, une maison de retraite, un asile et une maison de discipline.
En 1712, l'Hôpital général est reconstruit à l'emplacement où se trouve aujourd'hui le Palais de Justice de Genève.
L'Hôpital cantonal est créé en 1856, selon la loi du 23 juin 1849. Il se sépare de ses fonctions d'assistance sociale et d'assistance médicale, qui sont alors confiées à l'Hospice général.
La Maternité de la rue Prévost-Martin est créé en 1875 en même temps que débute plusieurs constructions dans le quartier hospitalier.
En 1900, ouverture de deux asiles en dehors de la cité, à Loëx pour les malades incurables et non contagieux, et sur le site de Bel-Air devenu Belle-Idée, pour les aliénés (psychiatrie),.
En 1915, construction de la chirurgie qui marque le développement à Genève d'une spécialité de pointe et ancre une solide tradition.
À partir de 1943, construction par étape du site Cluse-Roseraie s'étalant sur une période de 50 ans.
L'Hôpital des enfants ouvre en 1961. Cela permet à la pédiatrie genevoise de développer une dimension universitaire liée à la recherche et à l'enseignement.
En 1972, ouverture de l'Hôpital de gériatrie, devenu Hôpital des Trois-Chêne, qui correspond à l'émergence d'une médecine de l'âge avancé et de la recherche sur la biologie du vieillissement.
En 1992, est mise en service la zone Opéra équipée de salles d'opération ultramodernes avec flux laminaires répondant aux impératifs médicaux et techniques les plus avancés.
Les HUG ont été constitués en hôpitaux universitaires en 1995 dans le cadre de la réforme hospitalière voulue par les autorités. Cette réforme organise les hôpitaux publics en départements médicaux et privilégie une collaboration étroite avec le réseau de soins.
En 2001, réalisation de travaux d’agrandissement des Urgences, de la Maternité et de l’Hôpital des enfants.
En 2011, deux chantiers importants débutent: BatLab, dédié aux laboratoires et à la recherche, et un nouveau bâtiment d’hospitalisation avec des chambres à 1 ou 2 lits.
En 2015, ouverture du BatLab, bâtiment dédié aux laboratoires et à la recherche.
Les cliniques de Joli-Mont - à Genève - et Crans-Montana - à Crans-Montana (Valais) -  rejoignent les HUG en 2016.
En 2017, ouverture du nouveau bâtiment d'hospitalisation Gustave Julliard  et de la nouvelle Maternité.
En 2023, ouverture de la Maison de l'Enfance et de l'Adolescence (MEA) qui offre une prise en charge globale pour la santé mentale des enfants et des adolescents ainsi que des consultations médicales pour les jeunes jusqu’à 25 ans.
Aujourd'hui, les HUG sont des hôpitaux de proximité et de référence pour la médecine de pointe. Ils favorisent l'accès aux soins pour tous et le développement de pôles d'excellence en lien avec l'Université de Genève.

## Géographie

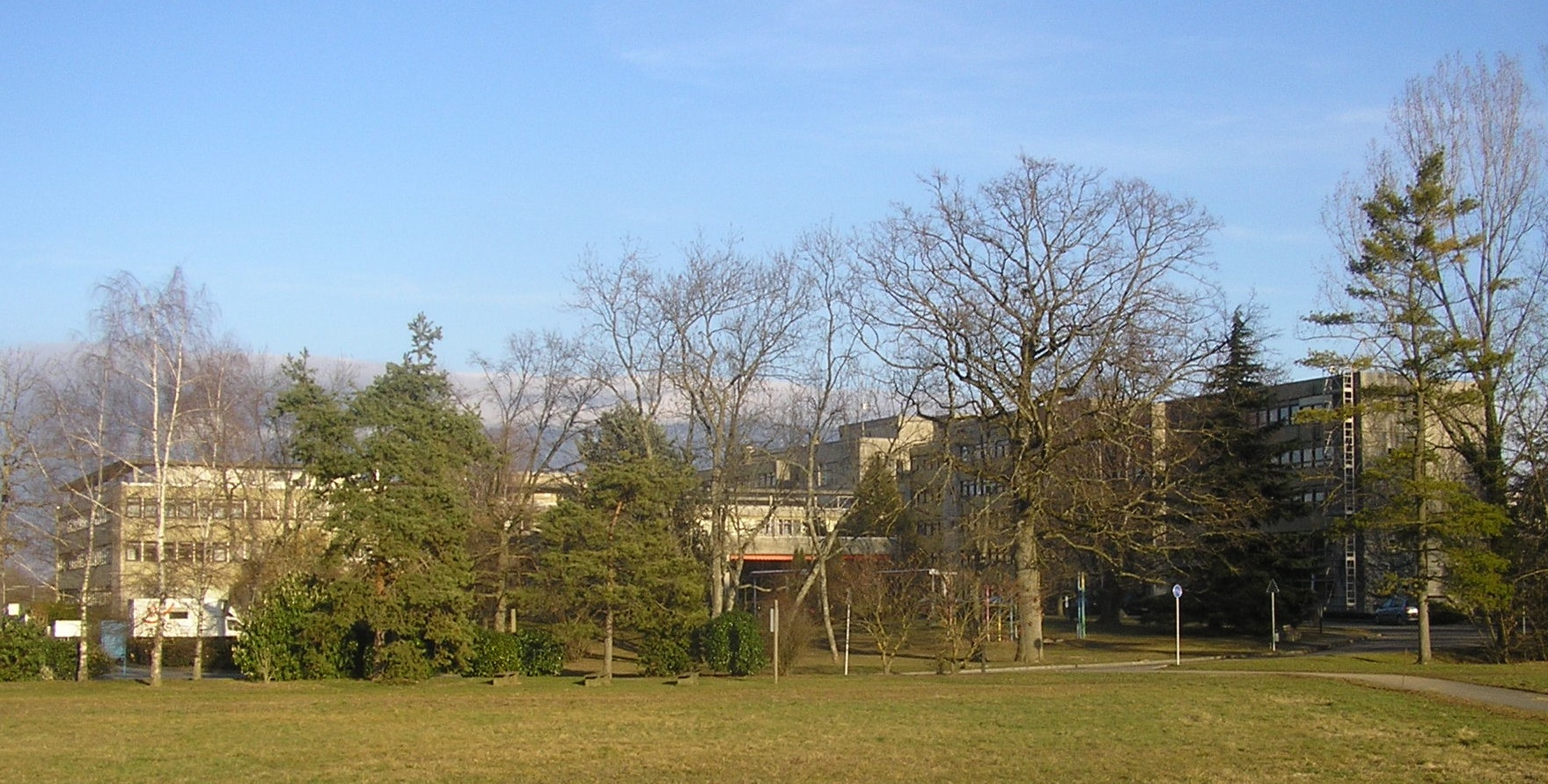
Vue générale de l'hôpital de gériatrie ou « hôpital des Trois-Chêne ».

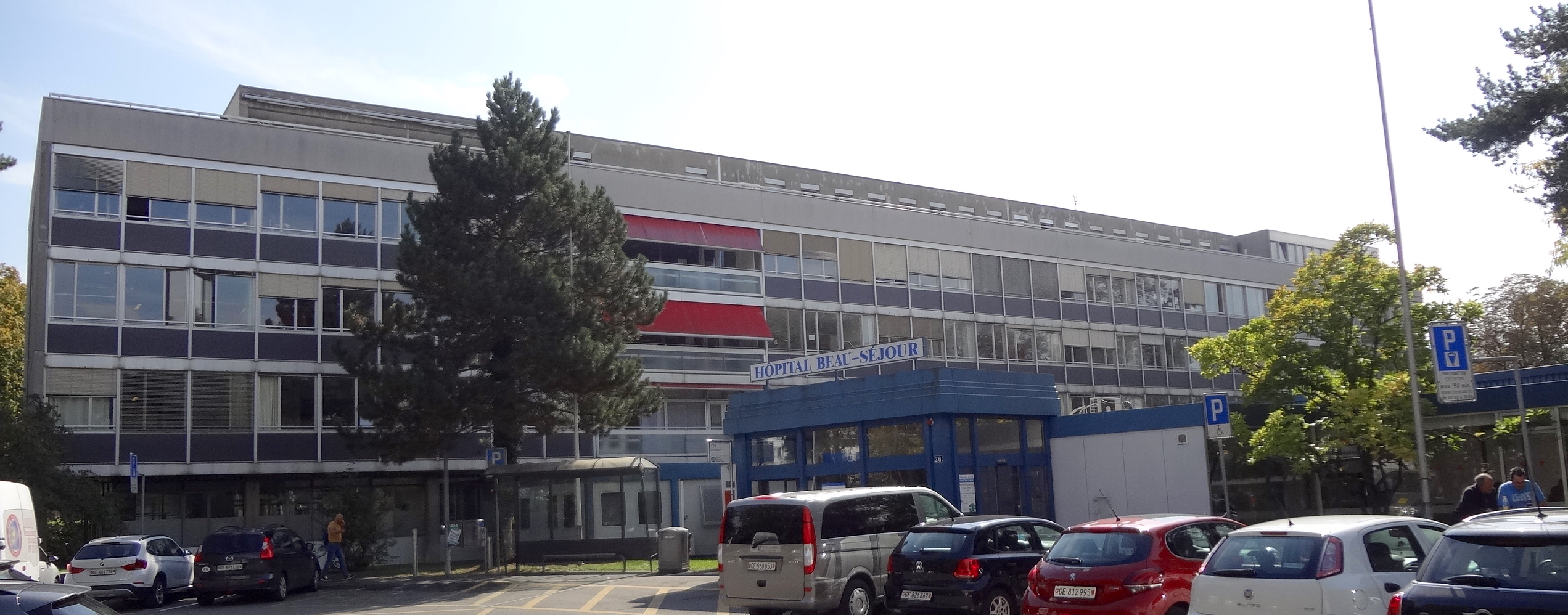
Bâtiment principal de l’hôpital Beau-Séjour.

Présents sur l'ensemble du canton de Genève à travers une quarantaine de structures ambulatoires, les HUG comprennent 8 hôpitaux, répartis sur six sites (Cluse-Roseraie, Beau-Séjour, Bellerive, Belle-idée, Loex et Trois-Chêne) et 2 cliniques, l'une sur le canton de Genève (Joli-Mont) et l'autre en Valais (Crans-Montana).
L'hôpital principal du site Cluse - Roseraie regroupe dans les bâtiments d’hospitalisation Lina Stern et Gustave Julliard des activités de court séjour et dispose d'urgences, de soins intensifs, de blocs opératoires et de moyens d’investigation à la pointe. Il comprend également une division privée. Depuis 2016, les six bâtiments du site Cluse - Roseraie ont trouvé une nouvelle dénomination (Lina Stern, Valérie de Gasparin, Louise Morier, Jean-Louis Prévost, Gustave Julliard, David Klein).
La Maternité, la première de Suisse en nombre de naissances, comprend des unités d’hospitalisation prénatales et post-natales, des salles d’accouchement et un bloc opératoire. Elle dispose d’un service d’urgences gynécologiques et obstétricales et abrite le centre du sein.
L'Hôpital des enfants prend en charge les enfants, de leur naissance jusqu’à l’âge de 16 ans, pour toutes les affections (y inclus pédopsychiatriques), jusqu’à l’âge de 18 ans. C’est le seul centre en Suisse pour la transplantation du foie chez l’enfant. Au sein de l'hôpital des enfants, la Maison de l'Enfance et de l'Adolescence rassemble: la psychiatrie de l’enfant et de l’adolescent, la médecine de l’adolescent et du jeune adulte, la prise en charge de la surcharge pondérale et de l'obésité de l'enfant et de l'adolescent ainsi que l’enseignement et la recherche.
L’hôpital Beau-Séjour accueille des personnes nécessitant des soins rhumatologiques, des traitements de réhabilitation et des thérapeutiques de neurorééducation impliquant une grande variété de professionnels. Il dispose d’une piscine, d’un mur d'escalade et d’appareils de rééducation associant la robotique et l’informatique.
L’hôpital des Trois-Chêne, au cœur d’un vaste parc, accueille des personnes dont l’état de santé nécessite une hospitalisation en gériatrie ou pour des traitements de réhabilitation, cet hôpital dispose d’un plateau d’imagerie médicale complet installé en 2015.
L’hôpital de Loëx offre des soins de réadaptation médicale ainsi qu’un hébergement avec soins adaptés pour des personnes en attente d’un placement. Un hôpital de jour et des consultations rattachés à la gériatrie communautaire sont également assurés sur le site.
L’hôpital de Bellerive, anciennement le Cesco pionnier en Suisse en matière de soins palliatifs, accueille des personnes dont l’état de santé nécessite une hospitalisation pour des soins de réadaptation médicale, par exemple pour récupérer après une atteinte neurologique, et des soins palliatifs.
L’Hôpital de psychiatrie de Belle-Idée abrite une partie des unités hospitalières de psychiatrie générale ou spécialisées, ainsi que l'unité de gériatrie communautaire.
La clinique de Joli-Mont accueille des patients en réhabilitation, en soins palliatifs, et en suite de soins médicaux ou chirurgicaux.
La clinique de Crans-Montana est spécialisée dans la réadaptation en médecine interne générale, psychosomatique et postopératoire ainsi que la prise en charge des patients chroniques 

## Activité
La loi genevoise confie aux HUG trois missions principales :
- les soins: les HUG répondent aux besoins d’une communauté de 500 000 habitants et ont assuré 146 767 urgences en 2024[25];
- l’enseignement: en collaboration avec la Faculté de médecine de l’Université de Genève, les écoles professionnelles (en particulier la HEDS, Haute École de Santé) et le CIS (Centre Interprofessionnel de Simulation), les HUG ont formé en 2024 plus de 1 230 médecins, (internes et chefs de clinique) et quelque 204 apprentis (dans le domaine de la santé et dans les domaines administratifs ou techniques)[26].
- la recherche: en lien avec la Faculté de médecine de l’Université de Genève et avec le soutien de fondations privées ou publiques, les HUG conduisent des projets pour améliorer les traitements aux malades. En 2024, les chercheurs travaillant aux HUG ont publié 964 articles dans des revues à politique éditoriale[27].

## Organisation
Les HUG sont organisés en centres, en départements, en directions, en laboratoires, en services et en unités.
Départements : chirurgie, femme-enfant-adolescent, médecine, médecine aiguë, médecine de premier recours, neurosciences cliniques, oncologie, psychiatrie, réadaptation et gériatrie, diagnostique, exploitation.
Laboratoires de recherche translationnelle: laboratoire associé à la Fondation pour les nouvelles technologies chirurgicales (FNTC) et laboratoire de thérapies cellulaires.
À la tête des hôpitaux se trouve un conseil d’administration qui délègue les décisions opérationnelles au président d’un comité de direction où sont représentées les filières professionnelles. Une grande partie de la gestion est confiée aux départements.
La base partenaire Rega-HUG de la Garde aérienne suisse de sauvetage est situé sur l'aéroport de Genève.

## Personnel
Les HUG sont l’un des premiers employeurs du canton de Genève. En 2024, 13 086 personnes, exerçant 160 métiers, travaillaient aux HUG dont 72.7% de soignants, soignantes ou médecins, 14.4% de personnel administratif et 12.9% de personnel logistique, technique, de l’économie domestique et de la restauration.

## Formation initiale, continue et post-grade
En 2024, les HUG ont formé 954 postes de médecins internes, 276 postes de cheffes et chefs de clinique en formation FMH,1 365 stagiaires médicaux, 1 645 stagiaires professionnels et professionnelles de la santé, 368 autres stagiaires et 204 apprentis et apprenties.

## Médecins liés à l'établissement
- Louis Jurine (1751-1819), chirurgien ;
- Jean-Louis Prévost (1838-1927), neurologue ;
- Jacques-Louis Reverdin (1842-1929), chirurgien ;
- Marie Long-Landry (1877-1968), médecin ;
- Ferdinand Morel (1888-1957), psychiatre ;
- Georges de Morsier (1894-1982), neurologue ;
- David Klein (1908-1993), ophtalmologue ;
- Gabrielle Perret-Gentil, (1910-1999) gynécologue et obstétricienne ;
- Julian de Ajuriaguerra (1911-1993), neuro-psychiatre ;
- Anne Beaumanoir (1923-2022), neurophysiologiste ;
- Theodor Landis (de) (1945-), neurologue ;
- Charles-Henri Rapin, (1947-2008), gériatre ;
- Barbara Polla (1950-), allergologue ;
- Pierre Pollak (1950-), neurologue ;
- Didier Pittet (1957-), infectiologue et épidémiologiste ;
- Claire-Anne Siegrist, (1958-), pédiatre et vaccinologue ;
- Daniel Schechter, (1962-), psychiatre ;
- Alexandra Calmy, (1969-) virologue.

## Galerie d'images

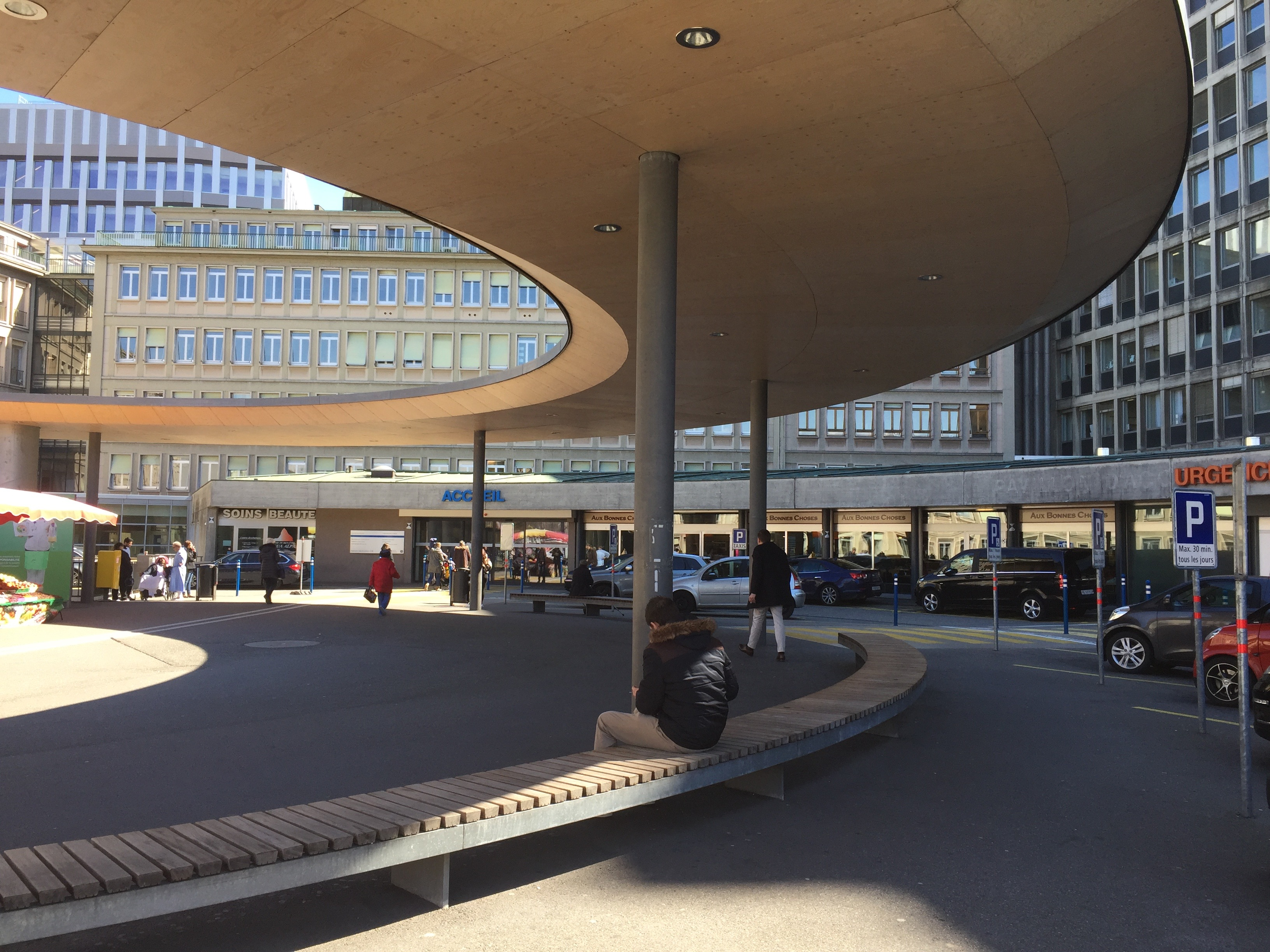
La rotonde, entrée principale des HUG.
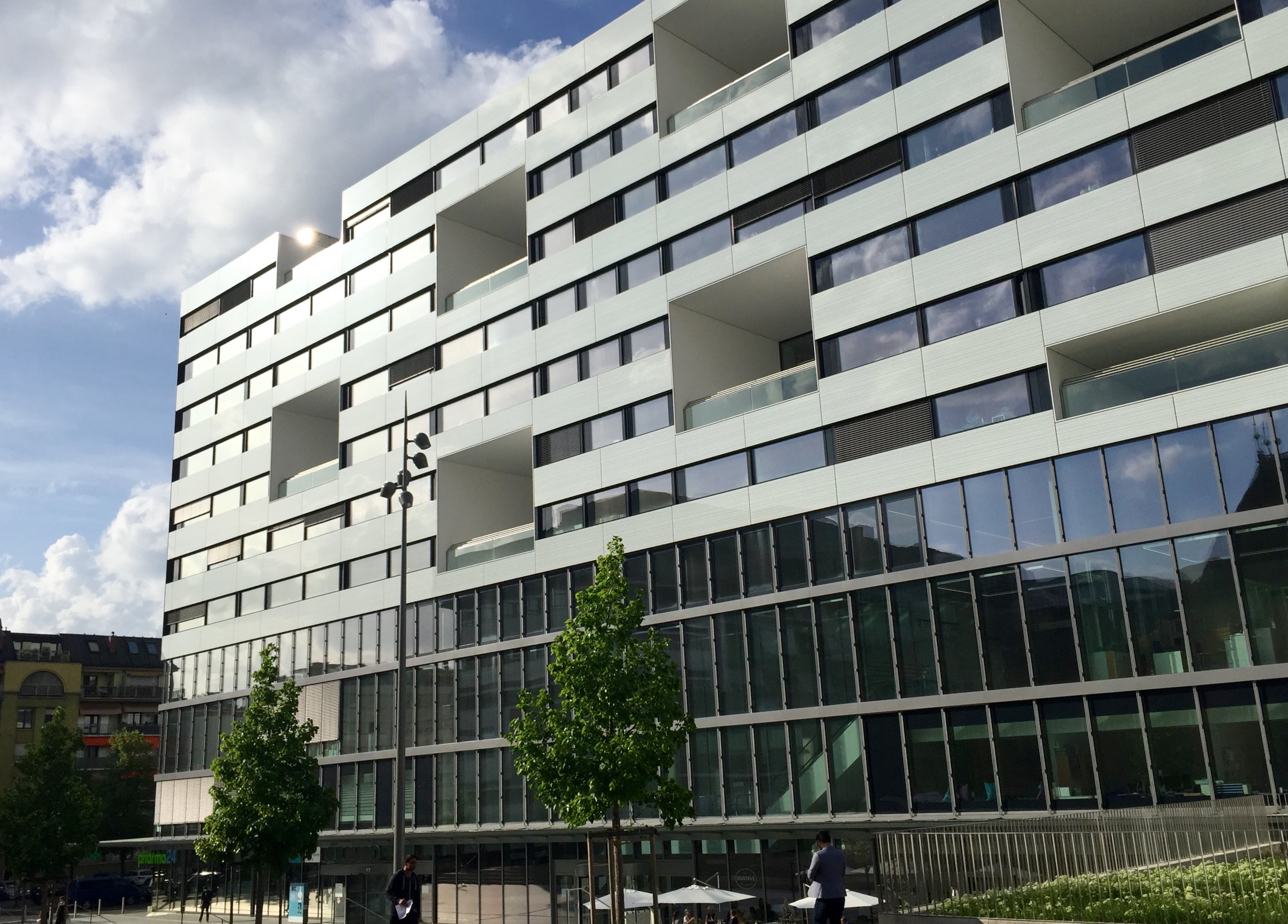
Le bâtiment d'hospitalisation Gustave Julliard.
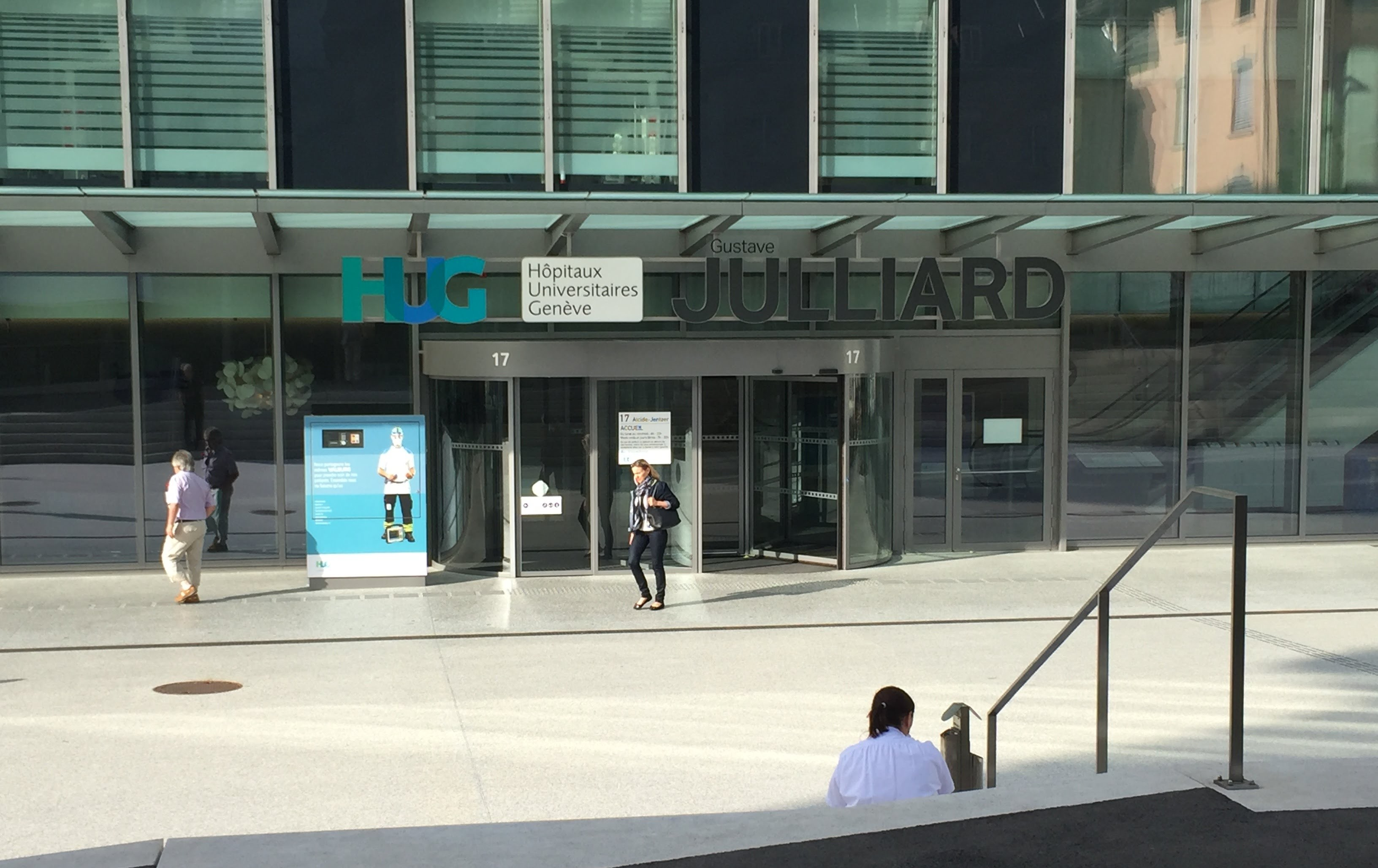
Entrée du bâtiment Julliard.
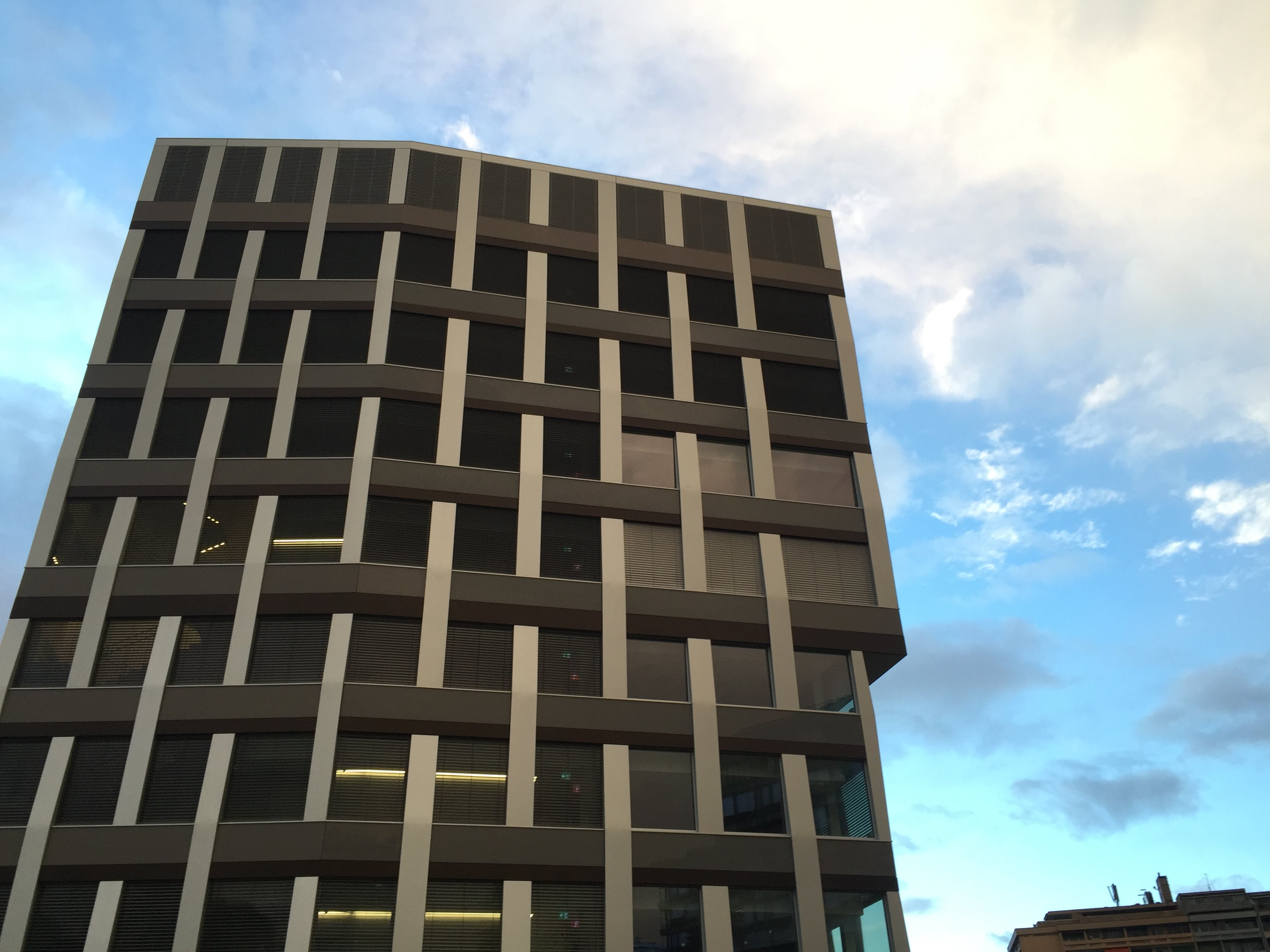
Le bâtiment des laboratoires.
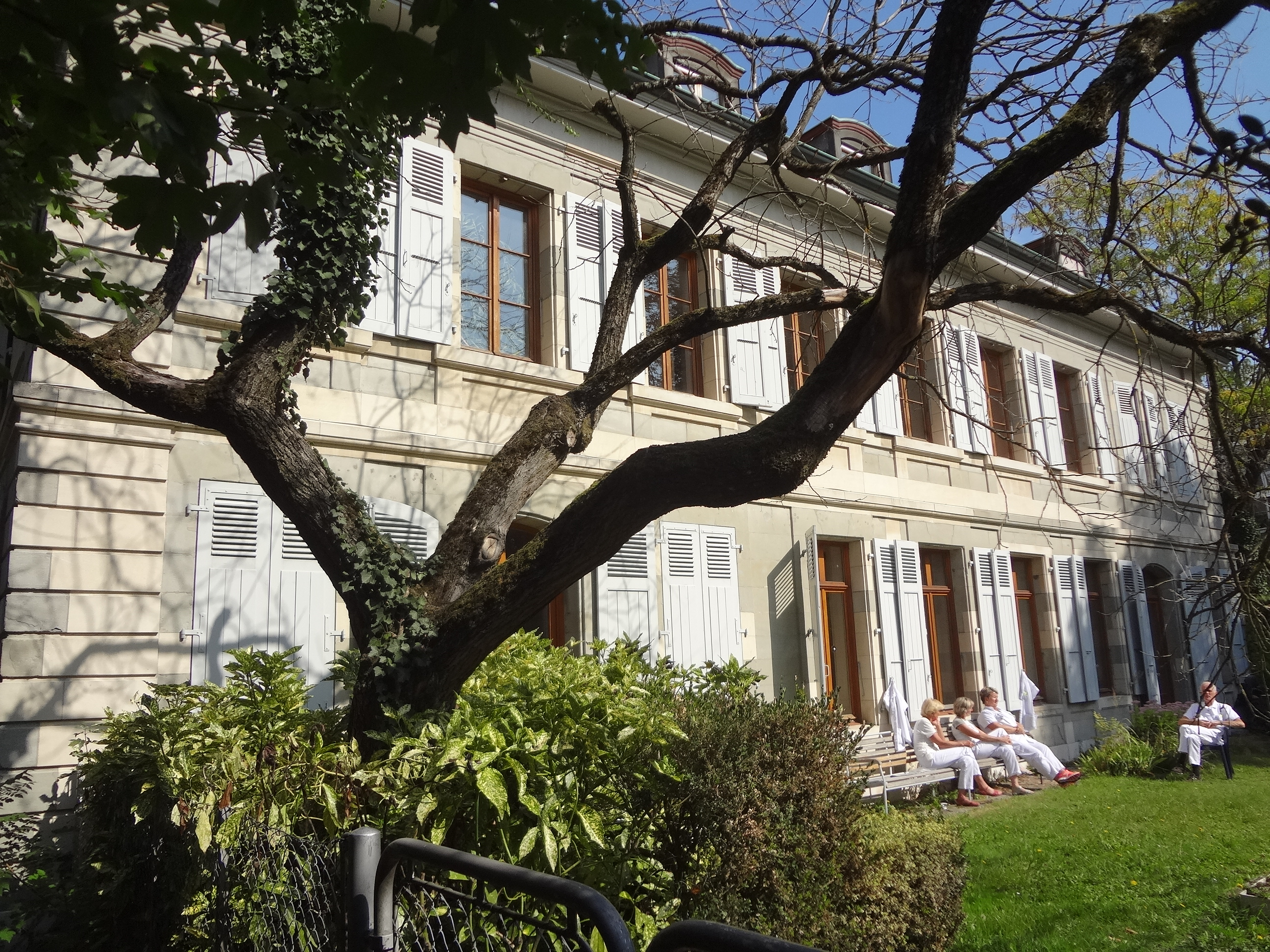
L'hôpital Beau-Séjour, le pavillon Louis XVI.
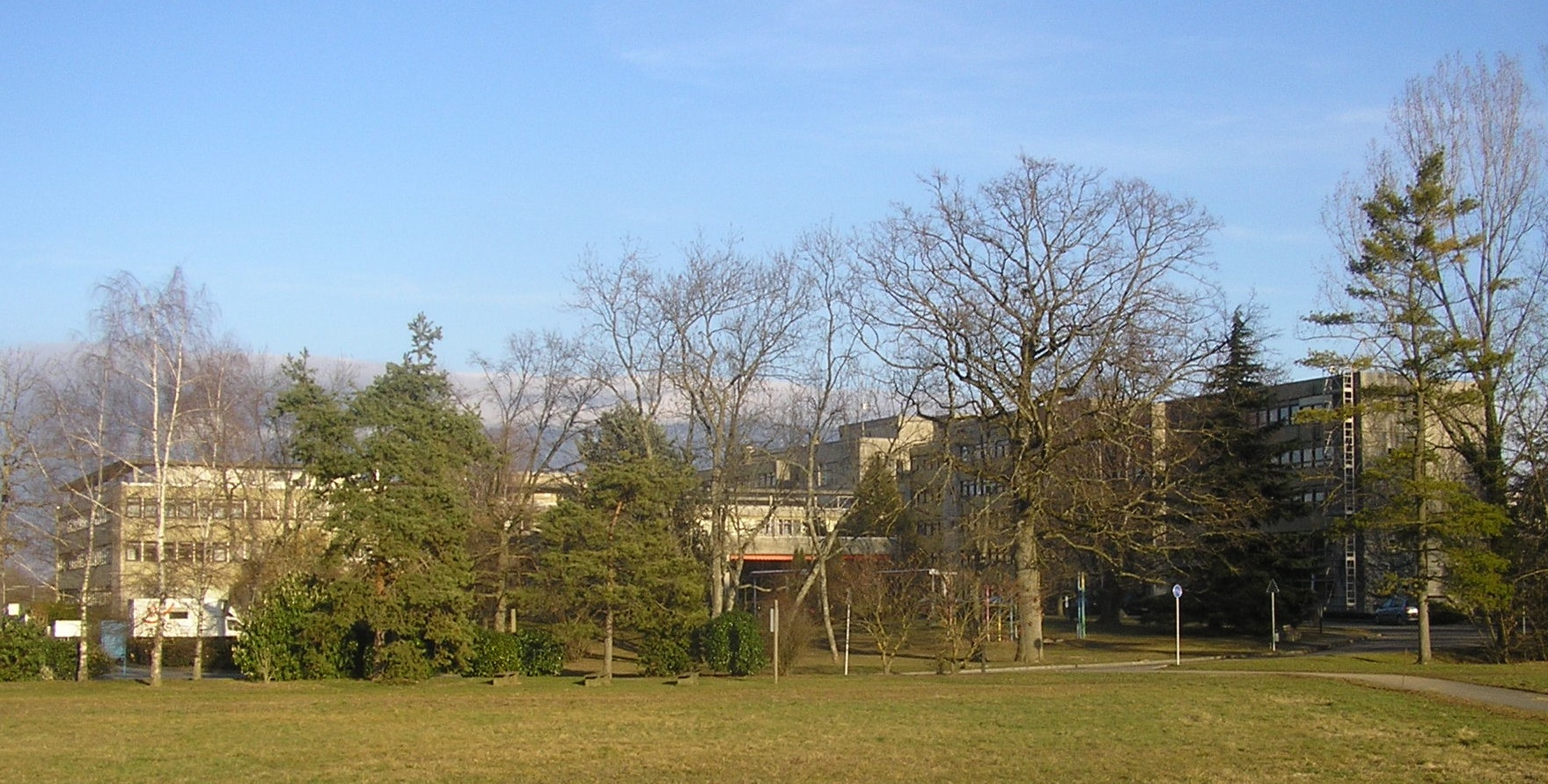
L'hôpital des Trois-Chêne.
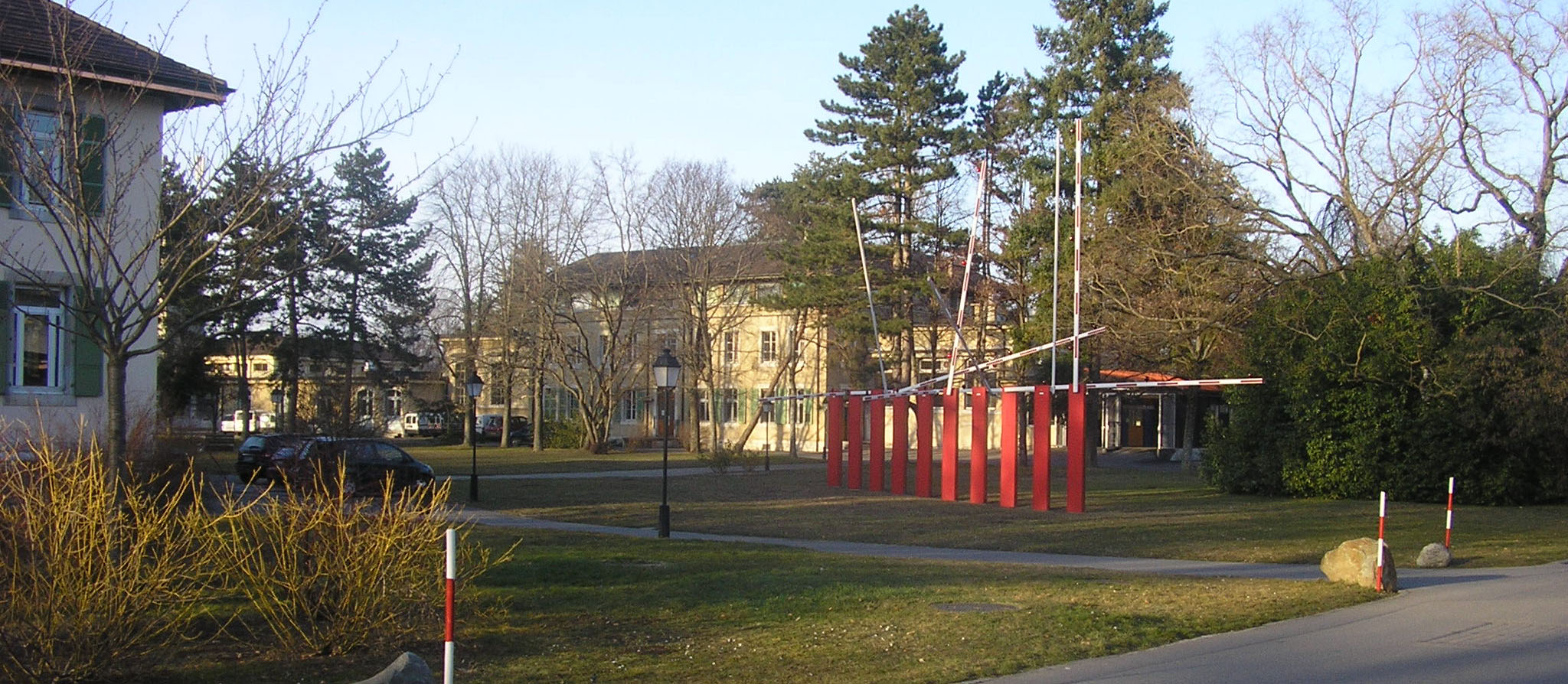
Le domaine de Belle-Idée, l'hôpital de Psychiatrie des HUG.
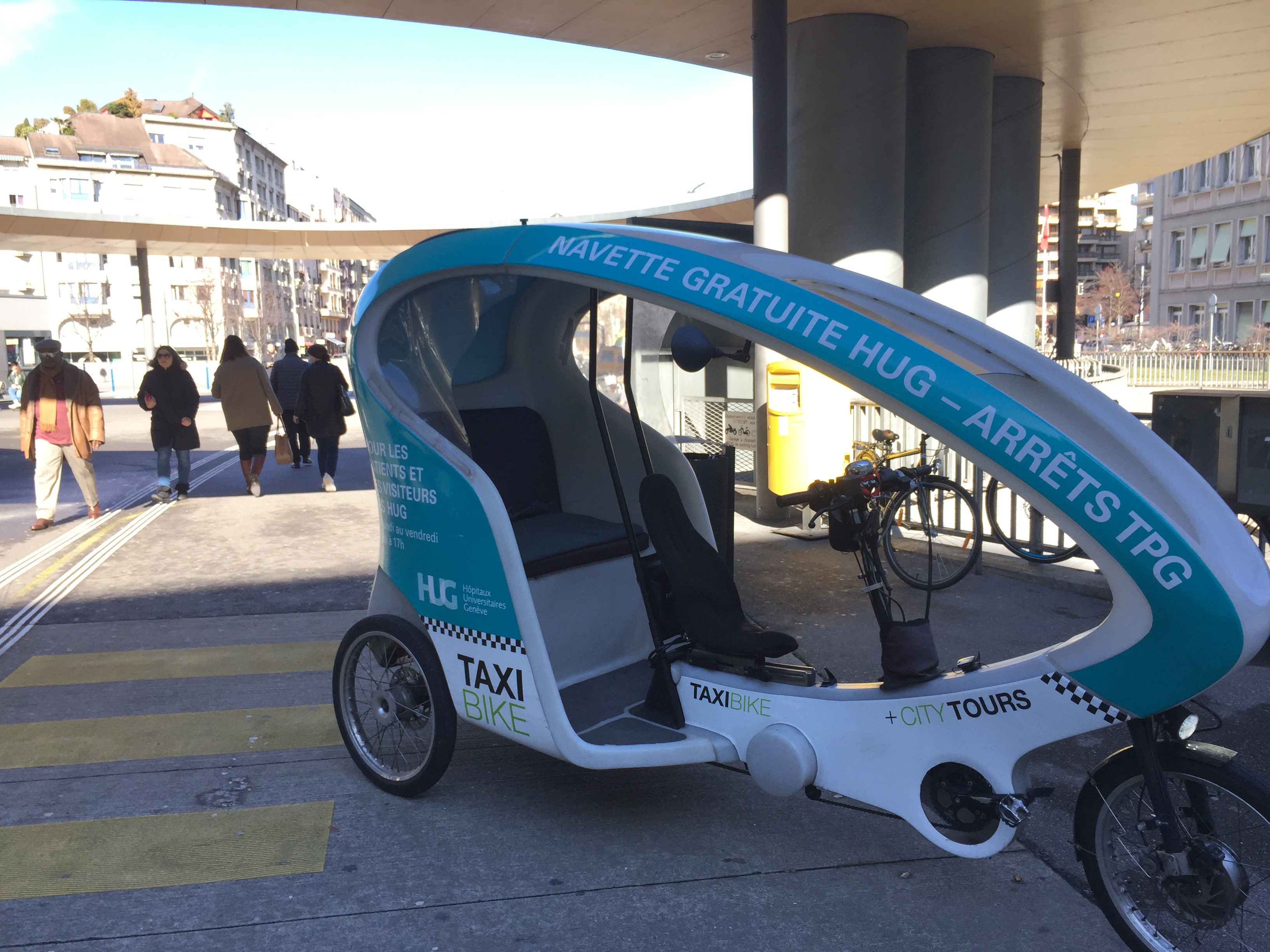
Navette vélo taxi aux HUG.
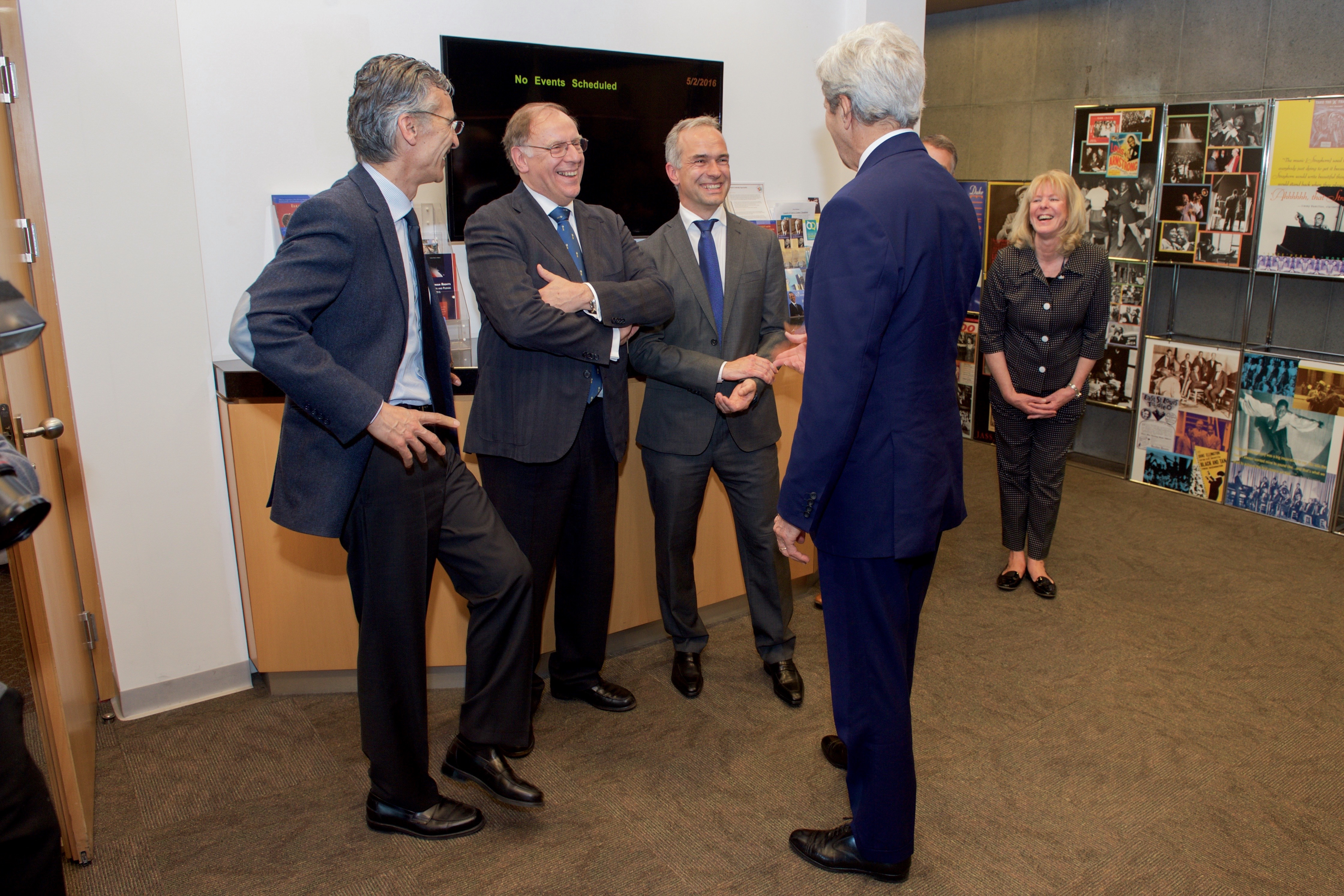
Le secrétaire d'état John Kerry avec les médecins qui l'ont soigné aux HUG après un accident en 2015.